# Щеголев, Михаил Михайлович
Щёголев, Михаил Михайлович (1887, Москва — 1964) — доктор технических наук, профессор (1928), заведующий кафедрой Теплотехники и котельных установок (ТКУ) МИСИ им. Куйбышева в 1932—1964 годах.

## Биография
Михаил Михайлович родился в ноябре 1887 года в Москве, в семье врача.
В 1905 году поступил в Московское высшее техническое училище (МВТУ) и в 1914 году получил специальность инженера-механика (котельные установки).
В 1914—1916 годах работал инженером на Коломенском машиностроительном заводе.
С 1916 по 1918 — механик машиностроительного завода братьев Кертинг.
В 1918—1921 годах работал инженером-конструктором на строительстве Каширской ГРЭС.
С 1921 года работает во Всесоюзном Теплотехническом институте (ВТИ). Занимал должности заведующего техническим отделом, заместителя заведующего отделом промышленных испытаний, заведующего Проектным отделом монтажного бюро (по 1930 год) Одновременно преподавал в МВТУ (1921—1930) курс «Паровые котлы» и в Высшем Инженерно-Строительном училище.
С 1927 года также заведует кафедрой Паровых котлов в Иваново-Вознесенском Политехническом институте, где 2 марта 1928 утверждён в должности профессора.
С 1932 по 1964 годы — заведующий кафедрой Теплотехники и котельных установок (ТКУ) МИСИ им. Куйбышева.
Работал над сжиганием низкосортного местного топлива в отопительных котельных.
В 1964 году по состоянию здоровья покинул должность заведующего кафедрой.
Автор учебника «Котельные установки», изданного большим тиражом.

## Книги
- Щеголев, Михаил Михайлович. Топливо, топки и котельные установки: Главным управлением учебных заведений Народного комиссариата торговли и промышленности (ГУУЗ НКТП) утвержден в качестве учебного пособия для строительных втузов. 2 т. — Л.: «Объединенное научно-техническое издательство» Народного комиссариата торговли и промышленности (ОНТИ НКТП) СССР, Главная редакция строительной литературы, 1935.

- Щеголев, Михаил Михайлович. Топливо, топки и котельные установки. — 2-е издание, исправленное и дополненное. — Л.: ОНТИ НКТП СССР, Глав. ред. строит. литературы, 1937. — 376 с. (Учебник для строительных втузов) (тип. «Кр. печатник»)

- Щеголев, Михаил Михайлович. Новые конструкции отопительных водогрейных котлов ВТКО (Техн.-экон. характеристика). — Л.: Нар. ком. мест. пром. РСФСР, 1937. — 120 с. (Авторы — Бригада Центр. конструкторского бюро ВТКО НКМС РСФСР под руководством доц. С. П. Кашникова)

- Щеголев, Михаил Михайлович. Атлас чертежей крупных отопительно-производственных котельных установок. — Л.: Госэнергоиздат, 1940.

- Щеголев, Михаил Михайлович. Топливо, топки и котельные установки. — Л.: Госэнергоиздат, 1940. — 390 с. (Учебник для строительных втузов)

- Лебедева, Лидия Александровна, Варламова, Зинаида Александровна, Дьяконов, Павел Иванович, Щеголев, Михаил Михайлович. Инструкция по проектированию отопления и вентиляции предприятий общественного питания и торговли. — М.: светолитогр. МСХ, 1947. — 273 с.

- Щеголев, Михаил Михайлович. Топливо, топки и котельные установки. — М.: Гос. изд-во лит. по стр-ву и архитектуре, 1953. — 544 с. (Учебник по специальности «Теплогазоснабжение и вентиляция» инж.-строит. вузов) (4-е изд., перераб.)

- Щеголев, Михаил Михайлович, Летичевский, Иосиф Маркович, Иванова, Муза Семеновна. Теплотехника банно-прачечных предприятий. — М.: Издательство Министерства коммунального хозяйства РСФСР, 1954. — 212 с.

- Щеголев, Михаил Михайлович, Гусев, Юрий Львович, Иванова, Муза Семеновна. Котельные установки. — М.: Изд-во М-ва коммун. хозяйства РСФСР, 1954. — 424 с. (Учебник для студентов вузов, обучающихся по специальности «Теплогазоснабжение и вентиляция»)

- Щеголев, Михаил Михайлович. Combustibili focare si instalatii de cazane: Trad. din limba rusă = Топливо, топки и котельные установки. — Bucureşti: Ed. tehnică, 1956. — 624 с.

- Щеголев, Михаил Михайлович, Гусев, Юрий Львович, Иванова, Муза Семеновна. Котельные установки (Учебник для студентов вузов, обучающихся по специальности «Теплогазоснабжение и вентиляция»). — М.: Стройиздат, 1966. — 424 с.

- Щеголев, Михаил Михайлович, Гусев, Юрий Львович, Иванова, Муза Семеновна. Котельные установки. — М.: Стройиздат, 1972. — 384 с. (Учебник для студентов вузов)